# Elezioni parlamentari in Corea del Sud del 2016
Le elezioni parlamentari in Corea del Sud del 2016 si tennero il 13 aprile per il rinnovo dell'Assemblea nazionale.

## Risultati
| Liste                          | Riepilogo nazionale | Riepilogo nazionale | Riepilogo nazionale | Seggi   | Seggi  |
| Liste                          | Voti                | %                   | Seggi               | Collegi | Totale |
| ------------------------------ | ------------------- | ------------------- | ------------------- | ------- | ------ |
| Partito della Libertà di Corea | 7.960.272           | 33,50               | 17                  | 105     | 122    |
| Partito del Popolo             | 6.355.572           | 26,75               | 13                  | 25      | 38     |
| Partito Democratico di Corea   | 6.069.744           | 25,55               | 13                  | 110     | 123    |
| Partito della Giustizia        | 1.719.891           | 7,24                | 4                   | 2       | 6      |
| Partito Liberale Cristiano     | 626.853             | 2,64                | -                   | -       | -      |
| Partito del Popolo             | 209.872             | 0,88                | -                   | -       | -      |
| Partito Verde di Corea         | 182.301             | 0,77                | -                   | -       | -      |
| Partito Unito del Popolo       | 145.624             | 0,61                | -                   | -       | -      |
| Partito Cristiano              | 129.978             | 0,55                | -                   | -       | -      |
| Altri <0,50%                   | 360.870             | 1,52                | -                   | -       | -      |
| Indipendenti                   | -                   | -                   | -                   | 11      | 11     |
| Totale                         | 23.760.977          |                     | 47                  | 253     | 300    |